# Mörkatjärnen (Töllsjö socken, Västergötland)
Mörkatjärnen är en sjö i Bollebygds kommun i Västergötland och ingår i Göta älvs huvudavrinningsområde.